# 小行星9755
小行星9755（英語：9755）是一颗围绕太阳公转的小行星。1990年9月15日，亨利·E·霍爾特在帕洛马山发现了此天体。
这颗小行星的绝对星等为173.74161081等。